# МТ-ЛБМШ
МТ-ЛБМШ — бойова машина піхоти українського виробництва на шасі МТ-ЛБ — модернізація МТ-ЛБ шляхом встановлення бойового модуля КБА-105 «Шквал» та потужнішого двигуна ЯМЗ-238Б, що дозволило значно підвищити вогневу міць та маневреність бойової машини .

## Опис
Екіпаж БМП складається з трьох осіб - командира, навідника та механіка-водія. Десант — 7 осіб .
Модернізована машина зберегла десантний потенціал та можливість форсувати водні перешкоди вплавь. На воді вона за допомогою гусениць, швидкість по воді — до 7 км/год.

### Озброєння
Озброєння включає 30-мм автоматичну гармату ЗТМ-1 (з боєкомплектом 500 снарядів), спарений з нею 7,62-мм кулемет ПКТ (з боєкомплектом 2000 патронів), дві 130-мм протитанкові керовані «Бар'єр», 30-мм автоматичний гранатомет АГ-17 (з боєкомплектом 87 гранат) та шість 81-мм димових гранатометів «Туча».

### Двигун та трансмісія
Двигун базового шасі замінено на потужніший — від 330 л. с. до 360 к. с., пов'язаний із механічною коробкою передач.

## Варіанти

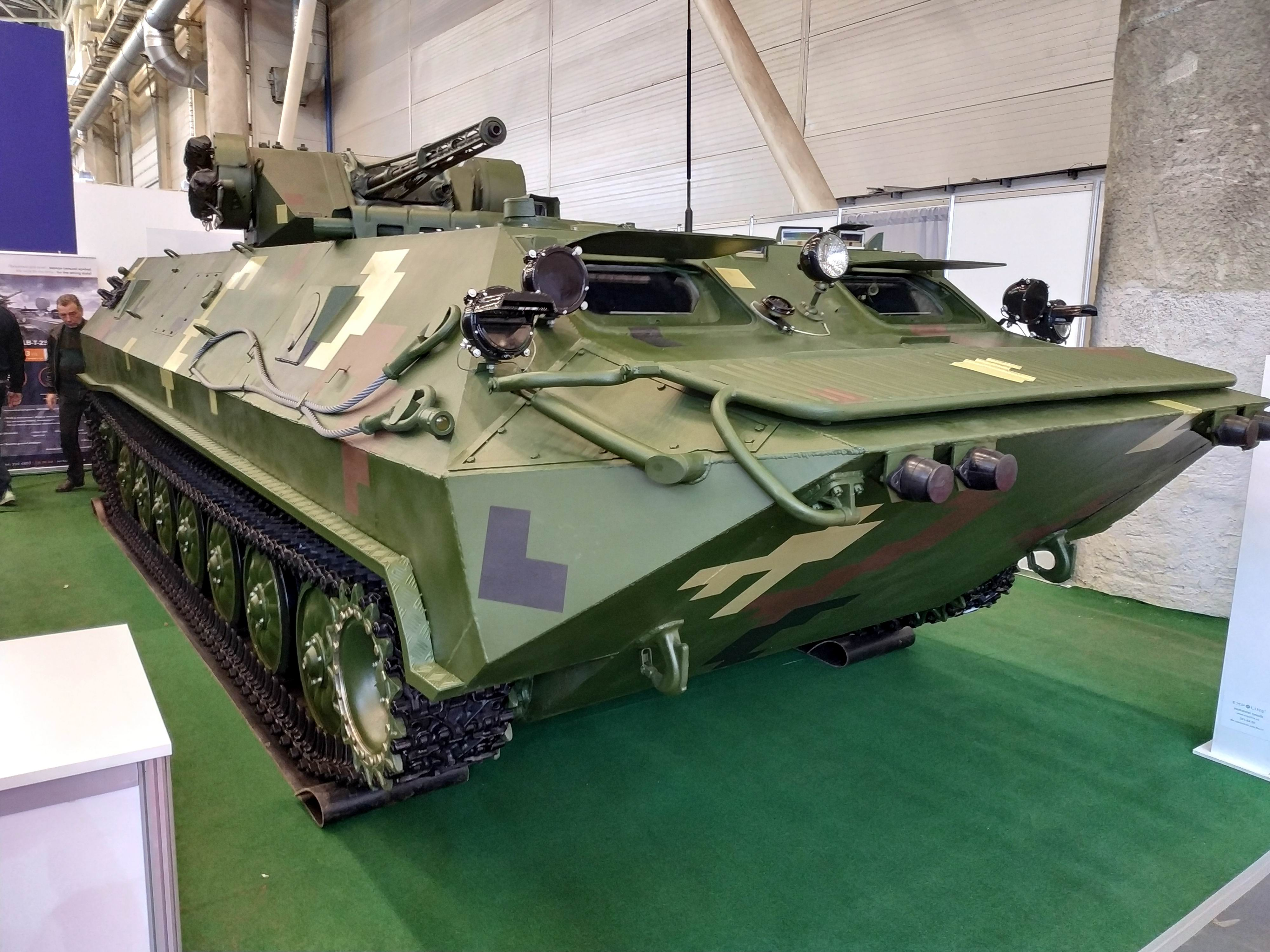
«Плавець» на виставці «Зброя та безпека-2018» (жовтень 2018)

«Плавець» — переобладнаний на зразок МТ-ЛБМШ варіант гусеничного транспортера МТ-ЛБу, розроблений Харківським тракторним заводом за участю ДК «Укрспецекспорт» та київської компанії ТОВ НВК «Техімпекс». Один демонстраційний зразок був представлений на виставці зброї «Зброя та безпека-2018».

## Оператори
- М'янма — 2007 року закуплено 10 і 2009 року — ще 16[3] МТ-ЛБМШ із бойовим модулем «Шквал», станом на 2010 рік — 26 машин.